# AKIMAN
AKIMAN（日语： Akiman，1964年7月21日—），日本遊戲開發者、插畫家、人物設計師、漫畫家、原動畫師。
男性。出身於北海道釧路市。本名。

## 人物
安田朗從小繪畫藝術受到達利和德加的影響。上小學的時候，他的美術資質被美術老師發掘和得到老師讚揚。然而上了中學之後，卻見識到職業插畫家安彥良和的風格，而改變了安田繪畫的發展方向。之後安田想找尋繪畫相關的工作，但是當時在他的家鄉沒有在地就業的服務機關，於是作為新聞獎學生進入東京設計學院（現東京Net Wave）就讀。此外他有睡覺的嗜好，因此在課堂上對於老師的課題卻回答不出來。
後來，安田瞞著父母，從東京設計師學院退學，以電腦為愛好，為動畫繪製插畫，但隨後辭去了報社的工作，加入了Miyuki Productions。成為動畫師之後，他開始參加下游動畫工作室承包《金比羅小子》和《北斗神拳》等等電視動畫的原畫工作，卻覺得所得工資低於搭電車通勤的交通費，結果只做數個月就離職。之後又曾經想過要當漫畫藝術家和插畫家，但說每天一直盯著天花板等理由而放棄。直到1985年，在友人的介紹下，安田從求職雜誌上看到遊戲開發公司卡普空正在徵才，但他誤以為該公司是廣告設計公司，欲立即前往獲得錄取。此時其筆名是AKIMAN（這是《勇者鬥惡龍》輸入遊戲名字的縮寫）。
卡普空時期開始，安田以藝術指導一職作為《街頭快打》和《快打旋風II》的提攜企劃者使其才能得到了發展的空間。該遊戲風靡全球。
現在，安田已經離開卡普空，目前是自由身，並將AKIMAN這暱稱在主要著作上作為著作者名稱使用。據本人的說法，其名字基本上是，日昇動畫作品用「安田朗」、MAX FACTORY商品用「akiman」。繪畫方面，安田說是受到安彥良和、法蘭克·法拉捷特、N. C. 韋耶思的影響。並表示「我很喜歡安彥先生，是一位想當動畫師未成卻讓我進入了遊戲業界的人」。其他提到的名字包括吉姆·李。此外，原哲夫對肌肉表現也有很大影響。
安田雖然作為人物設計師而有名，但是讓他大顯身手的地方是在像素畫繪製的技術，以《快打旋風III》登場的隆和春麗等代表性的精緻角色圖像在遊戲業界內外得到許多粉絲的支持。安田在遊戲角色的像素畫製作與作業効率上，更要求不必要的裝飾不用畫出、明確掌握色彩的記號位置編排與強而有力的影像構成之魅力，集合了以上這些像素畫繪製的表現在格鬥遊戲中紛紛而出，成功吸引大批粉絲，並刺激了後進的創作者。但在製作的背後，有說他因為諸多事情多次發生沒有趕上已定的完成日期，並從開發現場中誕生出“等等安田先生”一句話在公司的員工之間不斷流傳的逸事。1992年，卡普空的電玩遊戲製作人岡本吉起提出說「就讓我們引進像《波斯王子》的動畫之某種技術畫出角色動畫吧」「將賽璐上色的方式用在像素畫上最有效率了」，但安田覺得「我們需要一個可靠的繪圖方式來減少圖形本身的信息接收量，除非我們製作比以往更细致的動畫樣本，否則不可能有所作為。」「在開發《上尉密令》的時候，我不斷被追究調整至柔和的程度已經我是極限，想說我不能再這樣做了」，本來安田是這樣子想，但在岡本面對壓力而無法避免之下，欲在新作品《魔域幽靈》開發時決定挑戰進行賽璐上色。安田說現在回想起來在當時徹底的進行人物設定監修是值得的，至今，據本人表示《魔域幽靈》已經成為令人信服的賽璐上色與動畫樣本之實驗作。後來，《魔域幽靈》系列的賽璐上色手法之特色也活用推在之後出的《漫威超級英雄》對戰格鬥系列上。
安田在卡普空對後輩的栽培也有所貢獻，有來自跟他來自社內設計室出身的西村絹及BENGUS等等人氣設計師輩出。此外《龍息之焰》負責人物設計的吉川達哉說自身的目標是要脫離安田的美術設計之影響，因此在參加《龍息之焰2》的時候畫風一轉，成為吉川現在自身特有的風格。儘管促銷用插圖和人物設計很容易被外界誤解全部都說是由安田擔當，但是卡普空所屬時期的安田當時擔任職位的是董事和設計主管，並非所屬任何一間設計室。
此外，安田稱受其影響的還有功夫類電影、動畫師荒木伸吾作品及《甜心戰士》。並表示一旦開始繪畫時就不會停止，完成一張圖需要三個星期的時間。

## 年譜
1980年
- 北海道釧路北陽高等學校（日语：北海道釧路北陽高等学校）入學。

1983年
- 專門學校東京設計學院（日语：専門学校東京デザイナー学院）商業設計科入學。

1984年
- 同校中退。

1985年
- 進入卡普空東京支社作為工讀生採用後，第一份工作是負責《SIDE ARMS（日语：サイドアーム (シューティングゲーム)）》的人物設計與背景繪製。除了這款遊戲之外，還曾經繪製過Super Famicon機遊戲《1942》的包裝插圖。

1986年
- 轉屬卡普空大阪總部第3企劃室。

1988年
- 擔當《失落世界（日语：ロストワールド (ゲーム)）》的企劃和平面設計。這是安田他身為企劃所開發而製作出來的第一個作品。

1989年
- 參加《街頭快打》製作。他在這款遊戲提出了角色設定和Bonus Stage的點子，不僅在平面設計上，在企劃上也有所貢獻。

1990年
- 幫《魔劍》繪製促銷宣傳用的海報插圖[註 2]。

1991年
- 幫《快打旋風II》設計出春麗和蓋爾等等許多象徵性的角色，以及繪製出玩家操控角色的像素圖片。之後同名作品系列化，築起了卡普空的大型電玩機台的黃金時代。

1994年
- 參加《魔域幽靈》的製作，作為圖形製作團隊的中心人物。
- 幫《X戰警 磁場原子人》角色金鋼狼的像素畫進行繪製。同時幫忙繪製促銷宣傳用的海報插圖。

1997年
- 第一次為《快打旋風III》的所有角色做造型設計，並幫所有角色繪製玩家選角畫面用的圖像跟對戰畫面中的動態像素畫。

1998年
- 個人工作室「有限公司AKIMAN」成立。並作為自身的辦公室，從卡普空的設計室得到兩張桌子。
- 擔當富士電視網播出、日昇動畫製作電視動畫《∀鋼彈》人物設計。從此與富野由悠季加深友誼。

2001年
- 移居美國加利福尼亞州聖地牙哥郡的卡爾斯巴德，並參加《碧血狂殺》的開發製作，同時擔任該作的人物設定。該遊戲是跟北美的開發公司Angel Studios共同開發，為了在現場直接指揮，他將駐紮在卡普空的策劃者和Angel Studios所在地卡爾斯巴德。
- 個人第一本畫冊《安田朗∀鋼彈DESINGS》發售，由角川書店出版。

2002年
- 受邀擔任WOWOW、日昇動畫製播電視動畫《帝皇戰紀》的機械設計。

2003年
- 結束《碧血狂殺》的開發製作後，因工作室Angel Studio被遊戲開發公司Rockstar Games收購，卡普空高層酌情終止開發而回國。之後，他移居至東京，並於6月28日離開了卡普空。成為自由身。
- 為Sega開發遊戲《Kunoichi -忍-》進行海報繪製。
- 短篇漫畫《月之風》在角川書店的雜誌《鋼彈ACE》發表。之後該作品連載化。

2004年
- 漫畫《月之風》連載開始。持續至2005年1月為止。
- 出席Comic Market67（冬Comi）進行第一次同人複製誌的販售。

2005年
- 負責萬代發售遊戲《鋼彈 真實史詩 ～失落的 G 傳說～（日语：ガンダムトゥルーオデッセイ 〜失われしGの伝説〜）》進行主要人物設定與包裝插圖。
- 於角川書店《鋼彈A》專欄開始連載。
- 幫幻冬舎漫畫《GIGA69》繪製封面插圖。
- 開始連載太田出版《CONTINUE》的4格漫畫。
- 於SB創意雜誌《Gamaga（日语：ゲーマガ）》開始連載插圖漫畫《AKIMAN堂》。

2006年
- 幫日昇動畫作品《Code Geass反叛的魯路修》登場Knightmare進行設計。

2007年
- 幫漫畫《月之風》進行加筆、修正之後出單行本。

2009年
- 機動戰士鋼彈 30週年紀念大博覧會「GUNDAM BIG EXPO」上映的動畫短片電影《Ring of 鋼彈》作為設計參加。
- 於秋葉原Schatzkiste舉辦初次個展「AKIMAN個展」。

## 主要關係作品
卡普空時期
- SIDE ARMS（日语：サイドアーム (シューティングゲーム)）
- 1942
- 井出洋介名人的實戰麻將（日语：井出洋介名人の実戦麻雀）
- 失落世界（日语：ロストワールド (ゲーム)）
- 武士刀（日语：サムライソード (ゲーム)）
- 麻將學園 畢業篇（日语：麻雀学園 卒業編）
- 超級麻將○禁版
- 街頭快打
- 魔劍
- 戰場之狼II
- 快打旋風II
- 超級快打旋風II
- 上尉密令
- 吞食天地II 赤壁之戰
- 懲罰者
- 街頭快打2
- 異形戰場[6]
- 魔域幽靈 The Night Warriors
- 魔域幽靈：救世主 The Lord of Vampire
- 鎧甲勇士[7]
- X戰警 磁場原子人
- 漫威超級英雄（日语：マーヴル・スーパーヒーローズ）
- 快打旋風ZERO
- 快打旋風ZERO2
- 快打旋風ZERO3
- WAR-ZARD（日语：ウォーザード）
- X戰警 VS. 快打旋風（日语：X-MEN VS. STREET FIGHTER）
- 快打旋風III -NEW GENERATION-
- 快打旋風III 3rd STRIKE -Fight for the Future-
- 漫威超級英雄 VS. 快打旋風（日语：マーヴル・スーパーヒーローズ VS. ストリートファイター）
- 漫威 VS. 卡普空 超級英雄的衝突（日语：MARVEL VS. CAPCOM CLASH OF SUPER HEROES）
- 星際鬥劍（日语：スターグラディエイター）
- 超鋼戰紀機界王（日语：超鋼戦紀キカイオー）
- 街頭快打 復仇
- 力石戰士
- 力石戰士2
- 機動戰士鋼彈 聯邦vs.吉翁（日语：機動戦士ガンダム 連邦vs.ジオン）[8][9]

（有）AKIMAN時期
- ∀鋼彈：人物設定
- 碧血狂殺：人物設定
- 帝皇戰紀：主要機械設定
- 月之風：漫畫（短篇與預告篇單行本未收錄）

自由身時期
- 快打旋風 傳說 格鬥武真傳：新繪插圖
- 動畫評論家宣言（藤津亮太著，扶桑社）：封面插圖
- Kunoichi -忍-（日语：Kunoichi -忍-）：海報插圖
- HYPER快打旋風II ～Anniversary Collection～：明信片插圖
- 永遠的鋼彈系列Vol.2 談談夏亞吧！（Rekka社 （页面存档备份，存于））：封面插圖
- 快打旋風III 3rd STRIKE THE LIMITED EDITION：封套插圖
- 鋼彈 真實史詩 ～失落的 G 傳說～（日语：ガンダムトゥルーオデッセイ 〜失われしGの伝説〜）：人物設定、包裝插圖
- MAX FACTORY 極限戰士：設計監修
- 交響詩篇艾蕾卡7 ray-line guide：跨部合作插圖
- 勇者物語 新的旅人：人物設定
- ：Comic Birz連載 劇情插圖
- 海洋堂 WSC+ 1/6 倩咪（日语：キャミィ）：包裝插圖
- 掛軸海報 GAINAX EDITION：海報插圖（綾波麗）
- 不可思議的迷宮 風塵英雄DS（日语：風来のシレン#不思議のダンジョン 風来のシレンDS）：封套插圖、角色插圖
- Code Geass反叛的魯路修：Knightmare Frame設定
- 戰略紙牌傳說（日语：カルドセプト サーガ）：卡片設定（ソードプリンセス グリーンオーガ）
- 三國志大戰DS：女之中之王「郭皇后」的卡片插圖
- 水瓶戰記：卡片插圖
- 月之繭，地之果 From Called "∀" Gundam（幻冬舎Hard封面版）：封面插圖、插畫
- Dimension0 零之末裔（日语：ディメンション・ゼロ）：DRAGON MAGAZINE（日语：ドラゴンマガジン）連載 插畫
- BLACK OVERMAN'S OVER：BLACK OVERMAN（XAN）設計、跨部作品插圖
- Code Geass反叛的魯路修（DS版）：Knightmare Frame（馬 & 雕）設計
- 偶像大師：Extendu衣裝（惡夢之血）設定
- ∀鋼彈 月之繭，地之果 上 & 下（講談社BOX版）：卷首插圖、插畫
- Gackt 「nine*nine」特典DVD：封套插圖
- 鋼彈大戰 戰場女神2：卡片插圖（奎絲·帕拉雅）
- native 1/5 拘束M子：人物設定、插圖
- 機動戰士鋼彈 基連的野望 阿克西斯的威脅V（日语：機動戦士ガンダム ギレンの野望 アクシズの脅威#機動戦士ガンダム ギレンの野望 アクシズの脅威V）：封套插圖
- Eureka（日语：ユリイカ (雑誌)） 2009年4月號：封面插圖
- 快打旋風 ARTCOMIC選集：封面插圖
- 快打旋風 ARTSWORKS 霸：封面插圖、留言
- 深淵傳奇 動畫官方漫畫選集（角川書店）：內頁封面插圖
- 化物語：電視動畫第十話片尾插圖
- ALL ABOUT CLAMP（角川書店）：插圖寄稿（魯路修&朱雀（日语：枢木スザク））
- 以下略（日语：以下略）：單行本附錄推薦文、插圖
- Ring of 鋼彈：鋼彈概念設計
- GUNDAM ROCK/Andrew W.K.（英语：Andrew W.K.）：CD封套插圖
- GUNDAM World Dance Track 0079：CD封套插圖
- ：卡片插圖（甜心戰士、兜甲兒）
- 卡普空Girl's海報2011：彩色插圖（7月～8月）
- 鋼彈Online 3（日语：ガンダムネットワークオペレーション3）：女性操作員設計、原畫
- G-SELECTION ∀鋼彈 DVD-BOX：包裝設計
- ∀鋼彈 I 地球光& II 月光蝶（Blu-ray初回限定版）：封套插圖
- 快打旋風IV Volt：特別卡片插圖
- pixiv CALENDAR 2012：彩色插圖（7月～8月）
- 猛烈宇宙海賊：動畫角色原案
- MusicRU TV（日语：Musicる TV）：歌唱子 人物設定
- Code Geass 亡國的阿基德：Knightmare造型原案
- 白貌的傳道師（日语：白貌の伝道師）（星海社FICTIONS版）：封面插圖、插畫
- 卡片鬥爭!! 先導者：卡片插圖（沈默制裁者、領航海豚阿姆魯）
- 快打旋風 X 鐵拳 ARTWORKS：封面插圖
- 快打旋風 X 鐵拳 Defeat at the Crossroad：封面插圖
- TYPE-MOON Fes. 官方小冊子：彩色插圖（Saber）
- 猛烈宇宙海賊 Vol.6（初回限定版）Blu-ray：簽名版附上的回饋插圖
- 月刊Big Comic Spirits 2012年11月號：附錄《鐵腕女警》單行本封面替換插圖
- 帝皇戰紀BD紀念BOX：盒裝內封套插圖
- 魔域幽靈 ARTWORKS：新繪插圖
- 高分少女 官方Fan Book KAJIMEST：pinup插圖
- SNK女傑狂熱大亂鬥：Febri（日语：Febri）連載 插圖
- 龍之皇冠：先到先得購入特典 Artwork集 Dragon's Crown Art Works 新繪插圖
- 戰姬絕唱SYMPHOGEAR G：OP背景插圖
- 劇場版 暴力宇宙海賊 ABYSS OF HYPERSPACE -亞空的深淵：動畫人物原案
- 神話帝國SOUL CIRCLE：主視覺插圖
- 鋼彈G之復國運動：機械設定
- 任天堂明星大亂鬥3DS/Wii U（玩家操作角色隆等卡普空遊戲角色參戰[10]）
- 快打旋風V：春麗的Arrange Costume造型設計
- 星海遊俠5：忠誠與背叛：人物設定
- 星海遊俠：回憶（日语：スターオーシャン:アナムネシス）：人物設定
- Blade Smash：人物設定（基瓦梅）
- 星海遊俠6 神授之力（日语：スターオーシャン6 THE DIVINE FORCE）：人物設定
- GODZ ORDER：企劃、人物設定

## 著作
- 安田朗 GUNDAM DESIGNS（角川書店，2001年）
- AKIMAN COVER GIRLS（幻冬舍Comics，2007年）
- AKIMAN堂 -安田朗 畫冊-（SB Creative Corp，2010年）
- 猛烈宇宙海賊 AKIMAN DESIGNWORKS（一迅社，2012年）
- 猛烈宇宙海賊 ABYSS OF HYPERSPACE -亞空之深淵- AKIMAN DESING（一迅社，2014年）
- （一迅社，2016年）
- 安田朗 GUNDAM DESIGNWORKS（一迅社，2017年）

## 腳註

## 相關項目
- 快打旋風系列
- 西谷亮（日语：西谷亮）
- 西村絹
- BENGUS（日语：BENGUS）
- 富野由悠季
- 岡本吉起
- 船水紀孝
- 吉川達哉
- AHNDONGSHIK（日语：アントンシク）

## 外部連結
- akiman's blog （页面存档备份，存于） （日語）—安田朗的官方個人部落格。
- AKIMAN的X（前Twitter） （日語）
- AKIMAN的pixiv （日語）
- （日語）—wacom官網專訪頁面。
- （2008年12月2日檔案館）
- akiman's HP （日語）—安田朗的官方個人網站。
- （页面存档备份，存于） （日語）－YouTube

1. ↑  至於韋耶思，安田說當時自己只是碰巧這麼說，而且他基本上喜歡所有畫家（特別是印象派畫家）[2]。